# Port Lincoln
Port Lincoln – miasto w Australii Południowej, położone w południowej części Półwyspu Eyrego, nad zatoką Boston Bay. Boston Bay jest ponad 3 razy większa od Sydney Harbour i uważana jest za jeden z najlepszych naturalnych portów na świecie. Port Lincoln położony jest około 280 km w linii prostej od Adelaide i około 670 km drogą. Wg cenzusu z 2021 liczyło około 14 000 mieszkańców. Roczne opady deszczu wynoszą 488 mm. Miasto cieszy się typowym klimatem śródziemnomorskim.
Przed okryciem przez Europejczyków w 1836 tereny te były zamieszkiwane przez aborygeńskie plemiona Barngarla (Parnkalla). Pierwotna nazwa była Galinyala. Zatoka została odkryta przez angielskiego odkrywcę i podróżnika Matthew Flindersa i nazwana Port Lincoln na cześć jego rodzinnego miasta Lincoln, stolicy Lincolnshire. Uważa się, że tylko brak stałego źródła słodkiej wody sprawił, iż to właśnie tam nie umiejscowiono stolicy Australii Południowej (którą później zostało Adelaide).
Ekonomia Port Lincoln opiera się głównie na przeróbce i eksporcie zboża (ponad 337 tys. ton rocznie) oraz połowie tuńczyków (jest to największy port rybacki Australii), ale coraz większego znaczenia nabiera ruch turystyczny.
W okolicach Port Lincoln zrobiono część zdjęć to filmów takich jak Szczęki czy Gallipoli.

## Współpraca
- Lincoln, Anglia